# Erythrina euodiphylla
Erythrina euodiphylla é uma espécie vegetal da família Fabaceae.
Apenas pode ser encontrada no seguinte país: Indonésia.